# كارلتون بيرسون
كارلتون بيرسون (بالإنجليزية: Carlton Pearson)‏ هو قسيس أمريكي، ولد في 19 مارس 1953 في سان دييغو في الولايات المتحدة.

## وصلات خارجية
- الموقع الرسمي